# Juan de la Cerda

Stemma di famiglia

Juan de la Cerda y de Silva (1514 – 1575) fu quarto duca di Medinaceli, Viceré di Sicilia, Viceré di Navarra, Grande di Spagna.

## Biografia
Era figlio di Don Juan de la Cerda, II duca di Medinaceli, avuto in secondo matrimonio da María de Silva. Nel 1552, Juan ereditò il titolo dal suo fratellastro Gastón de la Cerda y Portugal, III duca di Medinaceli.
Nel 1557, il re Filippo II di Spagna lo nominò viceré di Sicilia, carica che mantenne fino al 1564.

## La battaglia di Gerba
Le armate navali turche verso gli anni '60 del Cinquecento erano forti dell'eredità delle imprese del Barbarossa, dell'abilità del suo successore, Dragut, delle ampie possibilità di mezzi loro fornite dal sultano.
In tutta la prima metà degli anni '60 moltiplicarono capillarmente gli attacchi ai litorali cristiani; da queste azioni maturò un'unità di intesa tra i capi corsari diretta a portare una serie di attacchi alle maggiori isole mediterranee e a un'eventuale avanzata del proprio fronte; il perimetro costiero devastato dai Turco-barbareschi si allungò a Spagna, Sicilia, Sardegna, sino a Cadice, sull'Atlantico.
Juan de la Cerda e Jean de la Valette, Gran Maestro dell'Ordine di Malta che sperava di riprendere Tripoli, tolta ai Cavalieri di Malta da Dragut nel 1551, sollecitavano un intervento contro Tripoli.
Per sconfiggerlo Filippo II avviò per sei mesi i preparativi all'impresa: riunì forze italiane, spagnole, tedesche, a Genova e Napoli, formò l'armata con un centinaio di navi (53 galee secondo alcune versioni; 80 navi e 12.000 uomini da sbarco secondo altre), pose al comando il duca di Medinaceli.
Filippo II e Juan de la Cerda non valutarono i rischi di una spedizione nella cattiva stagione. La partenza fu difficile, con cinque tentativi vanificate dai venti avversi. L'armata rimase sei settimane a Malta, dove 2.000 uomini morirono di malattia: poi conobbe traversie, epidemie, ammutinamenti. L'attacco a sorpresa era impossibile essendo Uluch Alì (Occhialì) venuto a conoscenza dei dettagli della spedizione.
I Turchi avevano armato una flotta forse di 250 navi; Medinaceli pensò opportuno fortificarsi all'isola di Gerba realizzando qui una base da cui attaccare Tripoli.
All'inizio del marzo 1560 si impossessò dell'isola e cominciò a costruirvi una fortezza per un perimetro di mille passi, con quattro bastioni angolari denominati La Cerda, Doria, Tessières e Gonzaga.
Attendendo rinforzi dalla Sicilia si aspettava che le galee ottomane arrivassero a giugno. Esse invece arrivarono tra la metà e il 20 di maggio, grazie a una navigazione di soli venti giorni da Istanbul a Gerba.
I capitani si consultarono: Scipione Doria propose la battaglia utilizzando le batterie di terra; Gianandrea Doria e l'Orsini, comandante delle navi pontificie, optarono per levare le ancore e fuggire; prevalse quest'ultimo parere.
Comandante della flotta turca era Piale Pascià che, pur non avendo molta esperienza sul mare, sconfisse ma a Gerba la disastrata armata del duca di Medinaceli.
Juan de la Cerda duca di Medinaceli aveva 45 galee e 35 navi, in parte nel porto, in parte poco fuori; la sua flotta si sbandò, gli equipaggi furono presi da panico, saltarono sulle scialuppe senza che i capi riuscissero a trattenerli. Le navi si diedero alla fuga, in parte verso Gerba e in parte verso il mare, ma col vento stretto. Nel caos le galee erano salpate in disordine, e le navi a vela erano respinte sulla costa dal vento. Piale Pascià affondò 20 galee, 27 navi da carico, 18.000 soldati annegarono o furono uccisi dai Turchi. Si salvarono 17 legni e 36 furono affondati o presi dai Turchi.
Nella battaglia, Flaminio Orsini si sacrificò per far fuggire ai suoi; caduto prigioniero di Piale, gli fu mozzata la testa; gli equipaggi del papa furono in parte massacrati, in parte ridotti in schiavitù.
Mustafà Cara, supremo comandante dell'armata, fece inseguire le galee fuggitive, venti delle quali caddero in suo possesso, insieme a quattordici navi da trasporto col loro equipaggio:
su una delle galee del bottino era imbarcato Gastone della Cerda, figliuolo del viceré, che fu fatto schiavo.
Rimasero 2.000 uomini rifugiati nella neocostruita fortezza a Gerba, circondati e incessantemente bombardati da 14.000 Turchi. Dalla Spagna si pensò di soccorrerli, poi Filippo II optò per una diversione; ma saputo che il duca di Medinaceli, dato per morto o prigioniero, era invece vivo e libero, dimenticò la guarnigione assediata a Gerba. I turchi si impadronirono dei pozzi che alimentavano la fortezza, ed essa capitolò.
Nel 1567 Juan de la Cerda fu nominato viceré di Navarra

## Discendenza
Il 7 aprile 1541, presso Ocaña, Juan de la Cerda sposò Joana Manuel, figlia di Sancho de Noronha, II Conte di Faro con la quale ebbe sette figli:
- María de la Cerda (c.1542-c.1575), che sposò Antonio d'Aragona, IV duca di Montalto
- Juan de la Cerda, V duca di Medinaceli (1544 - duca 1575-1594).
- Gaston de la Cerda y Silva (c.1546-c.1562), che fu catturato e morì come prigioniero di Costantinopoli
- Sancho de la Cerda y Portugal, I Marchese di La Laguna de Camero Viejo (1550 ca-1626)
- Angela de la Cerda, che ha sposato Pier Giulio de Luna, II Duca di Bivona
- Blanca de la Cerda, I Marchesa di Rifes, che sposò Fernando de Silva, VI Conte di Cifuentes
- Catalina de la Cerda, che sposò Francisco Gómez de Sandoval, I Duca di Lerma; la loro nipote Luisa di Guzmán diventò Regina di Portogallo (antenata di tutti i monarchi successivi), e la loro bisnipote fu Caterina di Braganza, regina consorte inglese.